# Лобина, Маурицио
Маурицио Лобина (род. 30 октября 1973, Асти) — итальянский музыкант и певец,  известный как участник итальянской группы Eiffel 65, Лобина создал мелодию для самой известной песни группы «Blue» на клавишных и попросил вокалиста Джеффри Джея «придумать странную лирику» для сопровождения его фортепианной партии.

## Биография

### Музыкальная карьера
До начала карьеры в Eiffel 65 Маурицио был участником группы Vitanova. Ушел через год, так как другим участникам не нравилась танцевальная музыка. «В 1991 году я познакомился с Роберто Молинаро, благодаря нескольким общим подругам», — говорит Лобина. «Он был начинающим ди-джеем и продюсером, а я был начинающим музыкантом и продюсером. Как только он увидел, как я играю на пианино, он начал просить меня пойти с ним в новую студию в Турине. Я поговорил с группой, но им не нравилась танцевальная музыка, они предпочитали рок и поп-музыку. Во всяком случае, никто из них меня не остановил».
Лобина ненадолго покинул Bliss Corporation, чтобы пройти военную службу в 1994 году, и вскоре вернулся, чтобы возобновить свою музыкальную карьеру. В 1998 году, в конце обычного рабочего дня в Bliss Corporation, Лобина сочинил мелодию и обратился в BlissCo. Коллега Джеффри Джей придумал несколько текстов для завершения песни. В течение нескольких дней «Blue (Da Ba Dee)» был сочинён, аранжирован, спродюсирован, записан и выпущен на виниле в итальянских магазинах.
После распада Eiffel 65 в 2005 году Маурицио присоединился к Джеффри Джею, чтобы сформировать группу Bloom 06. В 2010 году они оба присоединились к Eiffel 65 и до сих пор гастролируют

### Личная жизнь
У него есть сын, которому он посвятил песню «Viggia Insieme A Me», а также младший брат Лука, помогавший Маурицио снять многие фотографии для альбомов группы.